# Косой строй

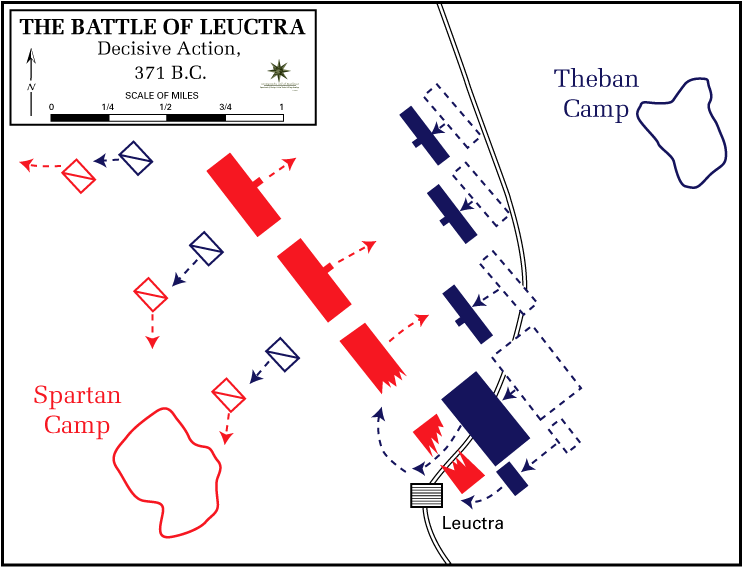
Схема второго этапа битвы при Левктрах.

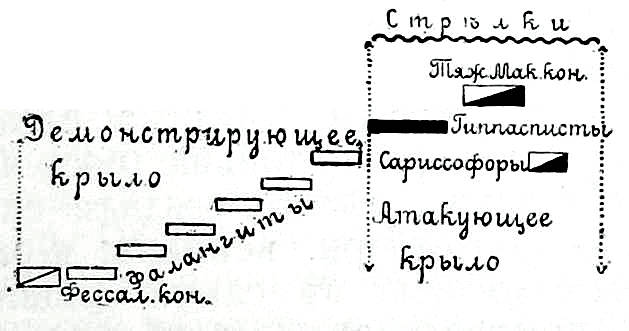
Македонский боевой порядок.
Рисунок из статьи «История военного искусства»
(«Военная энциклопедия Сытина»; 1913 год)

Косо́й стро́й, косой боевой строй, косой боевой порядок, косвенный боевой порядок, косой манёвр — тактический приём, когда наступающее формирование концентрирует свои силы, чтобы атаковать только один из флангов формирования противника.
Создателем так называемого «косого строя», одного из значительнейших достижений в области тактики, которое македонские цари использовали в своих завоевательных походах был фиванский полководец и политический деятель Эпаминонд.

## Описание

Атакующие косым строем войска показаны синим.

При атаке косым строем военачальник концентрирует свои основные силы на одном фланге и использует остальную часть войска для сдерживания линии противника; при этом он намеренно ослабляет часть своей линии (центр и противоположный фланг), чтобы сосредоточить свои отряды на одном фланге. Они образуют таким образом «косую» формацию, оставляя вне решающего участка боя более слабый фланг противника, и наносят удар по более сильному его флангу, обеспечив здесь численный перевес. Это позволяет с меньшими или равными силами достичь локального численного превосходства. После того, как опасный фланг противника будет опрокинут силами косого строя, военачальник может развернуть эти отряды на 90 градусов для флангового охвата линии противника и, продолжив наступление, разбить силы противника по частям.
Отряды, не задействованные в этой атаке, играют важную роль в удержании на месте противостоящих им сил неприятеля, таким образом защищая свой наступающий фланг путём отвлечения значительной части армии противника. «Косой боевой порядок» ввёл (применил) предводитель фиванцев Эпаминонд против спартанцев в битве при Левктрах. Широко известный пример применения этого приёма — действия войск прусского короля Фридриха II в XVIII веке. Использование косого строя требовало дисциплинированных войск, способных выполнять сложные манёвры в разных условиях. Иногда оба противника одновременно применяют эту тактику друг против друга (например, Диадохи (полководцы Александра Македонского), пытавшиеся воспроизвести его тактику в междоусобных войнах после распада его державы).

### Применение приёма
Применение косого строя, однако, несло в себе и определённый риск, а именно — появление опасного промежутка между двумя флангами (обороняющимся и атакующим), или даже полной потери сообщения между ними. Более того, косой строй Фридриха нередко требовал долгих маршей, иногда и ночью, или ранним утром перед боем, что приводило к тому, что наступающие прусские войска были практически обессилены к моменту их столкновения с линией противника. Ещё одна опасность этого приёма заключалась в том, что он требовал строгой определённости и точного исполнения, и, однажды начатый, делал невозможным отзыв или перегруппировку наступающих отрядов .
Правильное исполнение косого строя Фридриха требовало выполнения трёх основных условий. Первое состояло в том, что каждый офицер должен был точно знать, как переформировать батальон из «линии в колонну, поддерживать его место в колонне, а затем перестроить его в обычный порядок, либо эшелонами, для завершающей атаки.» Два других условия заключались в том, что солдаты маршировали в плотном построении, и в ногу. Согласованный шаг не применялся в военном деле со времён Римской империи; несогласованный шаг или «походный шаг» требовал менее плотного строя, чтобы солдаты при передвижении не сталкивались друг с другом, а косой строй был неприменим при таком рассредоточенном построении. И наконец, последнее: военачальники противника должны были не подозревать о том, что Фридрих применит против них эту тактику, и быть не в состоянии быстро отреагировать на неё. Этот тип атаки требовал растерянного командования противника, неспособного на быструю смену расположения своих войск. Косой строй Фридриха имел целью создание подавляющего численного превосходства на уязвимом участке линии противника, позволяя меньшим прусским силам достичь решающего преимущества на поле боя.

## История
Первое применение тактики, схожей с косым строем было в битве при Левктрах, в древней Греции, когда фиванцы под началом Эпаминонда разгромили прежде непобедимую спартанскую фалангу, создав на одном фланге построение в пятьдесят рядов в глубину вместо равномерного распределения сил по фронту. Македонский царь Филипп II, мальчиком отданный в Фивы заложником, вероятно, хорошо изучил тактику Эпаминонда, и его последователи, включая Александра Македонского использовали её вариации в своих военных кампаниях. Античный автор Вегеций был первым, кто описал тактику косого строя в сражении. В дальнейшем полководцы Нового времени снова применили эту тактику после того, как были найдены античные тексты, касающиеся военного дела. Генералиссимус Раймондо Монтекукколи утверждал, что лучшие силы всегда должны располагаться на флангах, причём, более сильный фланг должен начинать атаку; он был первым из полководцев Нового времени, который применил тактику, схожую с косым строем в сражении, и Фридрих II был хорошо знаком с его трудами.
Прусские полководцы под началом Фридриха Великого пользовались этой тактикой на свой манер. Наступающая прусская армия выдвигала значительные передовые силы в направлении противника. Эти отряды отвлекали на себя внимание противника, в то время как другая часть прусской армии обычно маневрировала позади них. Для скрытности своих манёвров она также использовала любые препятствия для обзора, включая складки местности, или дым от пушечного и мушкетного огня. Прусская кавалерия обычно прикрывала фланги. Фридрих даже инструктировал своих генералов, что при исполнении манёвра его косого строя меньшая численность войск в действительности является преимуществом, так как при ней легче ослабить одно крыло войска, тем временем усиливая другое.
Основная часть армии затем двигалась в одну сторону и выстраивалась эшелонами (или косым строем), открывая огонь и атакуя более мощный фланг противника с нарастающей силой. Кавалерия поддерживала пехоту, используя для своих ударов любые разрывы в строе противника. Фридрих впервые применил свой косой строй в битве при Гогенфридберге в 1745 году, а впоследствии и в более важном сражении следующей войны — в битве при Лейтене, в 1757 году, которое он выиграл, несмотря на численное превосходство противника. Именно в этом десятилетии, в ходе войн за Силезию и на начальном этапе Семилетней войны его армия с блеском показала себя в манёвре косого строя на поле боя.
Теоретические предпосылки косого строя Фридриха можно увидеть уже в двух инструкциях Зееловитца в марте 1742 года. Историки Германского Генерального штаба придерживаются мнения, что Фридрих II полюбил тактику «косого строя» в ходе Второй войны за Силезию, а впоследствии, во время Семилетней войны, стал применять её постоянно. Однако Отто Герман возражает историкам Генерального штаба относительно неясных определений «косого строя», и заявляет, что Фридрих II попытался применить этот приём ещё в сражениях при Мольвитце и Шотузитце. Наиболее правдоподобные и убедительные доводы приводит Рудольф Кейбель, утверждая, что в действительности Фридрих II стал пользоваться этой тактикой начиная с битвы при Гогенфридберге.
Поскольку австрийцы получили ценные уроки от прусской армии в ходе войн за Силезию, то тактика Фридриха, как он узнал от своих информаторов, стала предметом обсуждения в Венском кабинете, где Франц I, император Австрии, отметил, что «„старый Фриц“ предпочитает в войне стиль атаки одним флангом», который столь губительно сказался на австрийских войсках. Но впоследствии, в 1760 году, официальные документы, захваченные при пленении генерал-майора Гцеттритца, уже демонстрируют ясное понимание австрийцами тактики «косого строя» Фридриха, а это значило, что теперь Фридриху придётся иметь дело с хорошо информированной армией противника, способной успешно противостоять его хитростям. В последовавших затем сражениях прусские отряды, измотанные долгим переходом к тому моменту, когда они достигали цели своего манёвра, оказывались не в состоянии опрокинуть грамотно расположенные войска противника, как в битве при Кунерсдорфе, или когда противник делал внезапный поворот в ходе боя, как в сражениях при Цорндорфе или Торгау.